# تلف الدماغ (أغنية)
تلف الدماغ (بالإنجليزية: Brain Damage) أغنية من ألبوم فريق الروك الإنجليزية بينك فلويد عام 1973، الجانب المظلم من القمر The Dark Side of the Moon. غناها روجر ووترز (بمساندة صوتية من ديفيد جيلمور)، وسيواصل روجر غنائها في جولاته الفردية. غنى جيلمور الصوت الرئيسي عندما لعب فريق بينك فلويد الأغنية حية على المسارح في جولتهم 1994 (كما يمكن سماعه في ألبوم نبض Pulse). كان الفريق في البداية وأثناء تسجيل الأغنية في الاستوديو، يطلق أسم «المجنون Lunatic» على هذه الأغنية.

## مراحل تكوين الأغنية
اجتمع فريق البينك فلويد مرة أخرى بعد المحطة الأمريكية في جولة البوم «ميدل Meddle»، وأحضر روجر ووترز معه نسخة أولية من أغنية «تلف الدماغ»، إلى جانب أغاني أخرى مثل «المال Money». كان ووترز يعزف هذه الأغنية اثناء تسجيل البوم «ميدل»، ويبدو أن الأغنية مستوحاة جزئيًا من عضو الفريق السابق «سيد باريت» الذي عانى من انهيار عقلي. تم تسجيل الأغنية في أكتوبر مع أغنية «أي لون تحب Any Colour You Like». شجع ديفيد جيلمور زميله ووترز بقوة على غناء الأغنية، على الرغم من أنه في هذا الوقت لم يكن واثقًا بشكل خاص من قدراته الصوتية. الأغنية بطيئة إلى حد ما، مع نمط تتابعي للجيتار مشابه لفرقة البيتلز في أغنيتهم «العزيزة برودينس Dear Prudence»، وتتميز بنمط غنائي وكورس متكرر.

## فكرة الأغنية
صرح روجر ووترز أن كلمات الأغنية تستند إلى عدم الاستقرار العقلي لعضو فلويد السابق سيد باريت، حيث يشير السطر «سأراك على الجانب المظلم من القمر» إلى أنه شعر بأنه مرتبط به من حيث الخصوصيات العقلية. يشير السطر «وإذا بدأت فرقتك في عزف نغمات مختلفة»، إلى سلوك باريت قرب نهاية فترة عمله مع الفريق، بسبب مشاكله العقلية، كان هناك أكثر من بضع مناسبات حيث كان باريت يعزف أغنية مختلفة عن بقية الفرقة في منتصف الحفلة الموسيقية. الأغنية لها عبارة افتتاحية مشهورة إلى حد ما، «المجنون على العشب»، حيث يشير ووترز إلى مناطق العشب التي تعرض لافتات تقول «أرجوك ابتعد عن العشب» مع إشارة مبالغ فيها إلى أن عصيان مثل هذه العلامات قد يشير إلى المجنون. تم التأكيد على طبيعة كلمات الأغنية بشكل أكبر من خلال الفيلم الوثائقي الألبومات الكلاسيكية لعام 2003: بينك فلويد «صنع الجانب المظلم من القمر» حيث يؤكد ووترز ان عدم ترك الناس على مثل هذا العشب الجميل هو الجنون الحقيقي. قال ووترز إن قطعة العشب الخاصة التي كانت تدور في خلده عند كتابة الأغنية كانت في الجزء الخلفي من كلية كينجز، كامبريدج.
نُشرت ورقة بحثية عام 2008 في مجلة جمعية الكليات الطبية الأمريكية، حيث اقترح فوسار بولي وماديني أن الأغنية تتضمن تقنيات طليعية ويمكن التعامل مع الكلمات الفلسفية وتحليلها من منظور نفسي. يشير السطر «أحرص على إبقاء المجانين على الدرب» إلى محاولة الحفاظ على النظام وإقامة العقل. يتم توضيح الوصف المنفصل لعملية استئصال الفصوص في السطور التالية «ترفع النصل وتقوم بتغييري» و«تعيد توجيهي حتى أعقل». إن السطر «سأراك على الجانب المظلم من القمر»، الذي أصبح استعارة شهيرة لمفهوم اللاعقلانية البشرية، يعبر عن الجنون الموجود دائمًا ولكنه غير مرئي، في انتظار الكشف عنه. وفقًا لشروط سيغموند فرويد، سيكون اللاوعي.

## طاقم العزف والتسجيل
فريق بينك فلويد:
روجر ووترز: جيتار باس وغناء رئيسي وتأثيرات شريطية
ديفيد جيلمور: جيتارات كهربائية وغناء مساند
ريتشارد رايت: اورج هاموند
نيك ميسون: طبول وأجراس أنبوبية وتأثيرات شريطية
كورس مساندة الغناء
ليزلي دنكان/ دوريس تروي/ باري سانت جون/ ليزا سترايك
الضحك الجنوني: بيتر واتس (مدير جولات بينك فلويد آنذاك)

## كلمات الأغنية
المجنون على العشب The lunatic is on the grass
المجنون على العشب The lunatic is on the grass
تذكر الألعاب وزهور الربيع المجدولة والضحكات Remembering games and daisy chains and laughs
احرص على إبقاء المجانين على الدرب Got to keep the loonies on the path
المجنون في القاعة The lunatic is in the hall
المجانين في قاعتي The lunatics are in my hall
توجه الصحف أوراقها المطوية للأرض The paper holds their folded faces to the floor
وكل يوم يجلب موزع الصحف المزيد And every day the paper boy brings more
وإذا انفتح السد في وقت قريب جدًا And if the dam breaks open many years too soon
وإذا لم يكن هناك مكان على التل And if there is no room upon the hill
وإذا انفجر رأسك بنذر شؤم مظلمة أيضًا And if your head explodes with dark forebodings too
سأراك على الجانب المظلم من القمر I'll see you on the dark side of the moon
المجنون في رأسي The lunatic is in my head
المجنون في رأسي The lunatic is in my head
ترفع النصل وتقوم بتغييري You raise the blade, you make the change
تعيد توجيهي حتى أعقل You re-arrange me 'til I'm sane
توصد الباب وتلقي بالمفتاح بعيدًا You lock the door and throw away the key
هناك شخص ما في رأسي لكنه ليس أنا There's someone in my head but it's not me
وإذا انفجر السحاب برعد في أذنك And if the cloud bursts thunder in your ear
أنت تصرخ ولا يبدو أن أحدًا يسمع You shout and no one seems to hear
وإذا بدأت فرقتك في عزف نغمات مختلفة And if the band you're in starts playing different tunes
سأراك على الجانب المظلم من القمر I'll see you on the dark side of the moon
لا أستطيع التفكير في أي شيء أقوله باستثناء I can't think of anything to say except
أعتقد أنه رائع.. ها ها ها ها I think it's marvelous! Ha, ha, ha

## وصلات خارجية
https://www.youtube.com/watch?v=6AaQDfPhUW8 تلف الدماغ (أغنية)
https://www.songfacts.com/facts/pink-floyd/brain-damage تلف الدماغ (أغنية)
https://www.brain-damage.co.uk/index.php تلف الدماغ (أغنية)
https://pinkfloyd.fandom.com/wiki/Brain_Damage تلف الدماغ (أغنية)